# Plaza on Brickell
Plaza on Brickell es un desarrollo urbano en Miami, Florida, Estados Unidos. El complejo consta de dos rascacielos y un centro comercial en la base, que conecta las dos torres. Las torres completaron la construcción a finales de 2007. La Plaza en Brickell Tower I, el más alto de los dos edificios, se eleva 186 m y 56 pisos. La Plaza en Brickell Tower II tiene 160 m de altura, y tiene 43 pisos. Las dos torres, aunque diferentes en altura, son torres gemelas en diseño. Ambos están construidos en un terreno en la esquina de Brickell Avenue y Southeast 9th Street, en el norte del distrito financiero de Brickell. El arquitecto del complejo es Nichols Brosch Wurst Wolf & Associates. The Plaza on Brickell se encuentra en una excelente ubicación que es muy amigable para los peatones con acceso rápido al centro de la ciudad de Brickell, Mary Brickell Village y Brickell Key.